# Hermine Berthold
Hermine Auguste Berthold, geborene Brüning (* 22. März 1896 in Bremen; † 2. Juni 1990 ebendort) war Arbeiterin, eine Politikerin (SPD), Widerstandskämpferin und Mitglied der Bremischen Bürgerschaft.

## Biografie
Als Hermine Brüning war sie die uneheliche Tochter eines Dienstmädchens in Bremen-Hastedt. Ihre Mutter heiratete danach ihren Stiefvater und so wuchs sie mit ihren sieben Stiefgeschwistern auf. Sie besuchte die Volksschule und war dann wie Käthe Popall bei der Jute-Spinnerei und Weberei Bremen in Walle beschäftigt. Sie war seit dem 6. August 1914 mit dem Seemann und Hafenarbeiter Hermann Friedrich Berthold (1887–1939) verheiratet. Die Eheschließung fand in Bremen statt. Sie hatte drei Kinder.

### Politik und Widerstand
Sie engagierte sich neben der Arbeit bei der Jute schon früh für die Arbeit der Textilgewerkschaft und Konsumgenossenschaft, wurde Mitglied der Sozialistischen Arbeiterjugend und des Arbeitersportvereins von Hastedt. 1918 schloss sie sich der USPD an und war ab 1922 in der SPD. Sie war aktiv in der Frauengruppe der SPD und in der gewerkschaftsnahen Konsumgenossenschaft Vorwärts Bremen.
Von 1930 bis 1933 war Berthold Mitglied der Bremer Bürgerschaft.
In der Zeit des Nationalsozialismus war sie in der Illegalität aktiv tätig. Sie wurde 1934 mit anderen sozialdemokratischen Mitgliedern von der Gestapo verhaftet, musste vier Jahre im Frauenzuchthaus Lübeck verbringen und wurde 1939 noch einmal mit drei Monaten Haft bestraft.
Nach dem Zweiten Weltkrieg war Berthold 1945 zusammen mit Anna Stiegler im Vorstand der SPD-Frauengruppe in Bremen. Ebenfalls war sie wieder im Konsum tätig, nunmehr im Aufsichtsrat. Mit der Kommunistin Käthe Popall, die sie während ihrer Haft näher kennengelernt hatte, gründete sie die Frauengilde der Konsumgenossenschaft. Von 1946 bis 1959 war sie dann erneut Mitglied der Bremer Bürgerschaft. Hier war sie in den Deputationen für Ernährung und Landwirtschaft, Verbraucherfragen, Arbeit und Wiedergutmachung und im bremischen Verbraucherausschuss aktiv. Ihr Deputiertenmandat nahm sie noch bis 1967 wahr. Die Bürgerschaft wählte sie 1954 zum Mitglied der zweiten Bundesversammlung, die Theodor Heuss als Bundespräsident wiederwählte.
Sie wohnte ab den 1960er Jahren bis 1977 in der Vahr, später in einem Altenwohnheim der Arbeiterwohlfahrt in Bremen-Gröpelingen.
Hermine Berthold starb am 2. Juni 1990 um 19:52 Uhr in ihrer Wohnung in der Dockstraße 20 in Bremen im Alter von 94 Jahren.
Ihr Leben als Arbeiterin wird als aufrecht und politisch beschrieben.

### Ehrungen
Die Hermine-Berthold-Straße in Bremen-Hastedt ist nach ihr benannt worden.